# Gree Electric
GREE Electric Appliances Inc. of Zhuhai, брандирана като GREE, е китайска компания производител на домакински уреди със седалище в Джухай, провинция Гуандун. Тя е най-големият производител на жилищни климатици в света. Компанията предлага два вида климатици: битови климатици и търговски климатици. Компанията произвежда и електрически вентилатори, диспенсъри за вода, нагреватели, оризоварки, пречистватели на въздуха, електрически чайници за вода, овлажнители и индукционни котлони, наред с други продукти. Разпространява продуктите си в Китай и в чужбина под търговската марка GREE. Дружеството има две съвместни предприятия с Daikin: Zhuhai GREE Daikin Device Co., Ltd. и Zhuhai GREE Daikin Precision Mold Co., Ltd. за производство на битови инверторни климатици Daikin за японския пазар.

## История
GREE е създадена в Джухай, Гуандун, през 1989 г. под първоначалното си име Zhuhai City Haili Cooling Engineering Company Limited (на китайски: 珠海市海利冷气工程股份有限公司). През 1994 г. е преструктурирана и преименувана на GREE Electric Appliances Inc. of Zhuhai. Името на марката GREE произлиза от китайското GeLi, което означава „притежаващ сила, мощ“ или „личностно привличане“. Компанията започва като фабрика с 200 служители и годишно производство от по-малко от 20 000 единици.
През 1996 г. е регистрирана на Шънджъндската борса. През 2008 г., въпреки финансовата криза от 2008 г., компанията бележи ръст от 47%, като реализира продажби по договори на стойност 23 млрд. щатски долара. Тогава компанията вече е мултинационално предприятие със 70 000 служители и годишно производство от 65,5 милиона единици. През април 2011 г. GREE обявява, че нетната печалба за първото тримесечие е нараснала с 47% спрямо предходната година и е достигнала 934,7 милиона юана.

## Продукти
GREE произвежда всички видове климатици и малки домакински уреди.

## Управление
Председател на GREE Electric е Дун Минчжу, или „сестрата Дун“, както е известна в Китай. Тя се присъединява към компанията през 1990 г. Назначена е за главен изпълнителен директор през 2009 г. До ноември 2016 г. Дун е и председател на най-големия акционер по това време – GREE Group. GREE Group е собственост на Общинското народно правителство на Джухай.

## Акционери
GREE Electric е мажоритарно държавно предприятие, регистрирано в град Джухай. Към 31 декември 2015 г. най-големият акционер в GREE Electric е GREE Group; следвана е от Hebei Jinghai Investment Guarantee (8,91%), China Securities Finance (2,99%), Central Huijin Investment (1,40%). UBS (1,21 %), Foresea Life Insurance (1,14 %), Йейлски университет (0,95 %), Hexie Health Insurance (0,80 %), председателката Дун Минчжу (0,73 %) и частен фонд за дялово участие (0,71 %).
През 2001 г. GREE Group притежава 50,289% дял в GREE Electric. До 2015 г. GREE Group е също най-големият акционер в GREE Real Estate.
През декември 2019 г. GREE Group продава по-голямата част от дела, който притежава в GREE Electric, на фонд за частен капитал.

## Спонсорства
През 2022 г. GREE Electric става един от спонсорите на AFF Mitsubishi Electric Cup 2022, избран от Mitsubishi Electric, заедно с Maspion Holdings, Wuling Motors, Mercedes-Benz, Tiger Brokers и Yanmar. Професионалният испански футболен клуб „Реал Бетис Баломпие“, известен като „Реал Бетис“, е спонсориран от GREE.